# Sauroposeidon
Sauroposeidon ("Ještěří Bůh moří" nebo "Ještěří Poseidon") byl rod obřího sauropodního dinosaura, žijícího v období rané křídy na území dnešní Oklahomy v USA (geologické souvrství Cloverly a souvrství Antlers).

## Popis
Sauroposeidon byl pravděpodobně jedním z největších dosud známých dinosaurů, a tím i suchozemských živočichů vůbec. V roce 1994 byly v kraji Atoka v Oklahomě (USA) objeveny paleontologem Dr. Richardem Ciffelim obrovské krční obratle, dlouhé až 1,4 metru, patřící tehdy ještě neznámému spodnokřídovému sauropodovi. V roce 2000 byl pak tento obří brachiosauridní sauropod popsán pod formálním vědeckým názvem Sauroposeidon proteles.
Tento rod zjevně patřil mezi nejvyšší dinosaury. Byl až o třetinu vyšší než populární Brachiosaurus, jeho hlava se tedy tyčila asi 16 až 18 metrů nad zemí. To odpovídá výšce šestipatrové budovy (samotný krk byl asi 11,2 - 12 m dlouhý). Na délku měřil tento dinosaurus asi 28-32 metrů a jeho hmotnost se pohybovala kolem 50-60 tun (vážil tedy asi tolik, jako 8 až 12 dospělých slonů afrických). Jen "ramena" tohoto obřího dinosaura se nacházela asi 6 až 7 metrů nad zemí. Podle Gregoryho S. Paula dosahoval Sauroposeidon délky 27 metrů a hmotnosti asi 40 tun. Je stále záhadou, jakým způsobem fungoval například krevní oběh u tak vysokého tvora (4x vyššího než dnešní žirafy).

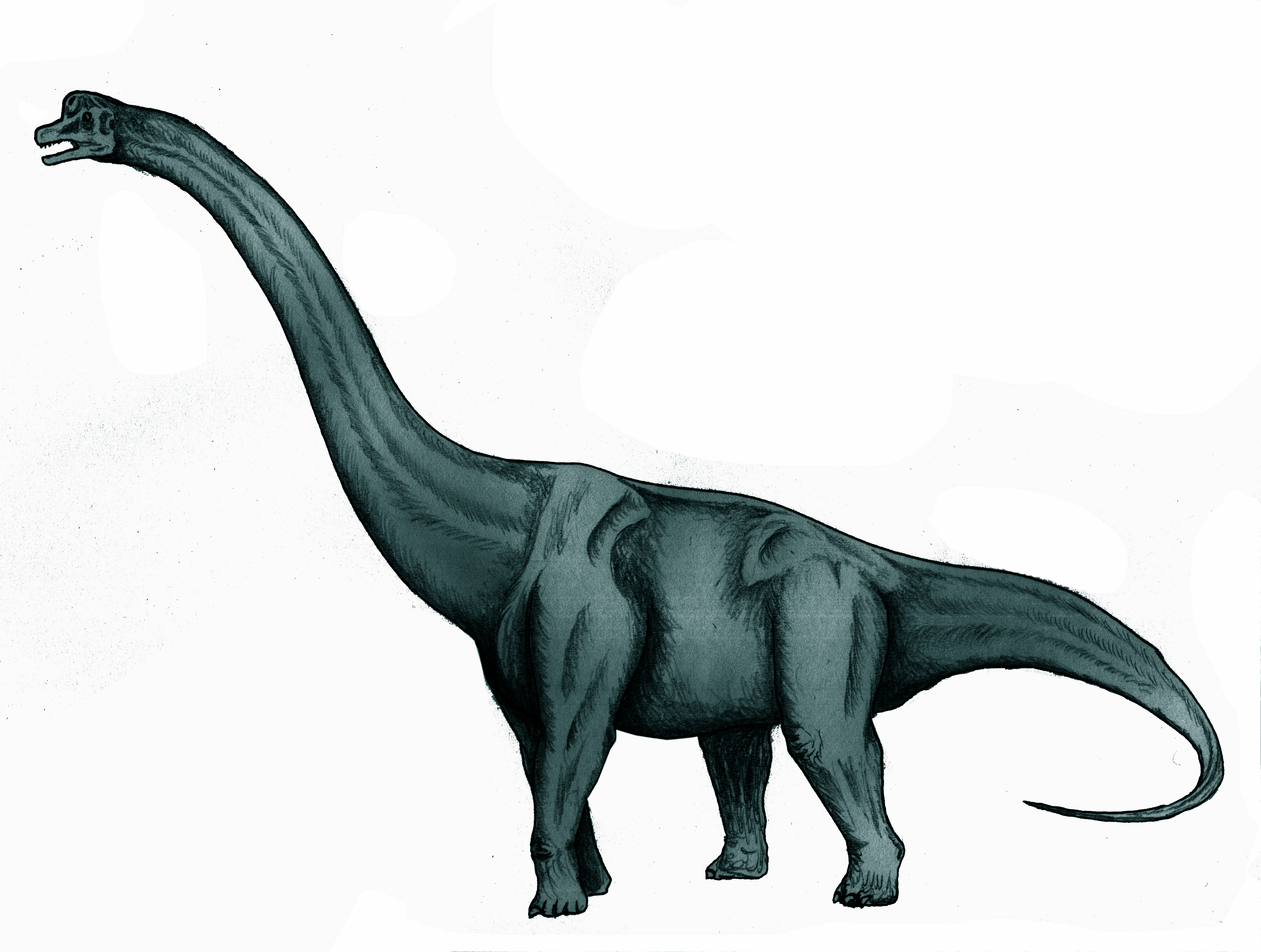
Rekonstrukce vzezření sauroposeidona

## Stratigeografie
Sauroposeidon žil na jihozápadě dnešních Spojených států amerických v době asi před 110 miliony let (v pozdějším období spodní křídy). Byl tedy podstatně mladší než jeho menší a známější příbuzný Brachiosaurus (žijící zhruba o 40 milionů let dříve).
Mezi blízké vývojové příbuzné sauroposeidona mohl patřit například menší argentinský rod Ligabuesaurus leanzai.

## Paleoekologie
Sauroposeidoni byli zavalitými čtvernožci, živícími se rostlinnou stravou v korunách stromů, kterou dovedli do posledního sousta využít díky dvěma slepým střevům. Tito obří býložravci měli poměrně malou hlavu, dlouhý a štíhlý krk, čtyři sloupovité končetiny a soudkovitý trup. Ocas byl poměrně krátký, ale velmi silný. V dospělosti zřejmě díky své obří velikosti neměli přirozeného nepřítele. Pouze slabí jedinci nebo mláďata mohli být ohroženi velkým teropodem druhu Acrocanthosaurus atokensis, žijícím ve stejných ekosystémech. Také malý dromeosaurid Deinonychus antirrhopus snad mohl při smečkovém lovu ohrozit menší mláďata.
Některé dříve objevené série fosilních stop z období rané křídy mohou patřit právě tomuto rodu.

## Fosilní stopy
Řeka Paluxy v Texasu je celosvětově známá díky proslulým horninám s dinosauřími stopami a jejich sériemi nedaleko městečka Glen Rose. V místních sedimentech spodnokřídového stáří (stáří asi 113 milionů let) na území dnešního Dinosaur Valley State Park byly již na začátku 20. století objeveny fosilní otisky stop velkých sauropodních i teropodních dinosaurů. Jejich výzkumem se proslavil zejména paleontolog Roland T. Bird. Slavné jsou například série stop dvou dinosaurů (dravého teropoda a býložravého sauropoda), zobrazující možná útok prvního z nich na druhého zmíněného - možná se jedná o jakýsi paleontologický záznam dávného lovu. Původci stop mohli být dinosauři příbuzní rodům Acrocanthosaurus a právě také Sauroposeidon (případně mohlo jít přímo o tyto rody).

### Česká literatura
- SOCHA, Vladimír (2021). Dinosauři – rekordy a zajímavosti. Nakladatelství Kazda, str. 28.